# GJ 3146
GJ 3146 — звезда в созвездии Овна. Находится на расстоянии около 27,7 световых лет от Солнца. Это одна из ближайших к Солнцу звёзд.

## Характеристики
GJ 3146 — тусклая звезда 15,80 величины, не видимая невооружённым глазом. Она представляет собой относительно холодный красный карлик с активной хромосферой: это вспыхивающая звезда, то есть она спонтанно, непериодически увеличивает собственную светимость в несколько раз. Температура поверхности звезды составляет около 2940 кельвинов. Планет в данной системе пока обнаружено не было.